# Мокеєв Михайло Петрович
Михайло Петрович Мокеєв (Макеєв) (1880, Російська імперія — ?) — радянський діяч. Член ЦВК Узбецької РСР. Член Центральної контрольної комісії ВКП(б) у 1925—1930 роках.

## Життєпис
Працював робітником.
Член РСДРП з 1904 до 1917 року. Належав до групи інтернаціоналістів.
У 1908—1914 роках за революційну діяльність був декілька разів заарештований, перебував на засланні.
Член РКП(б) з 1918 року.
До 1927 року — робітник-слюсар у Ташкенті.
У 1927—1929 роках — заступник начальника Середньоазіатського водного господарства в Ташкенті.
Подальша доля невідома.